# Chaenostoma platysepalum
Chaenostoma platysepalum är en flenörtsväxtart som först beskrevs av William Philip Hiern, och fick sitt nu gällande namn av Kornhall. Chaenostoma platysepalum ingår i släktet Chaenostoma och familjen flenörtsväxter. Inga underarter finns listade i Catalogue of Life.